# Johann Heinrich Behn
Johann Heinrich Behn (* 2. Dezember 1802 in Lübeck; † Ende März 1885 ebenda) war ein deutscher Jurist, Historiker und Parlamentarier.

## Leben
Johann Heinrich Behn wuchs in einem evangelischen Pfarrhaus auf. Er war Sohn des Pastors und Seniors Hermann Friedrich Behn und besuchte das Katharineum zu Lübeck bis Michaelis 1821. Der zum Doktor beider Rechte promovierte Jurist Johann Heinrich Behn war zunächst Aktuar der Wedde in Lübeck. Er war Mitglied der konstituierenden Lübecker Bürgerschaft 1848/1849 und gehörte auch der ersten gewählten Lübecker Bürgerschaft 1849/1850 als stellvertretender Wortführer der Bürgerschaft 1849 an. Von 1850 bis 1873 war er Direktor der Lübeck-Büchener Eisenbahn.
Johann Heinrich Behn war 1845–1848 im Ehrenamt Direktor der Gesellschaft zur Beförderung gemeinnütziger Tätigkeit in Lübeck. Als solcher gehörte er dem Komitee für das Allgemeine Deutsche Sängerfest 1847 in Lübeck an.

## Schriften
- Die ehelichen Güterrechte nach den älteren Codicen des lübischen Rechtes, Asschenfeldt, Lübeck 1830